# Герб Кизилюртовского района
Герб Кизилю́ртовского муниципа́льного райо́на — опознавательно-правовой знак, служащий официальным символом муниципального образования «Кизилюртовский район». Утвержден решением Собрания депутатов муниципального района «Кизилюртовский район» № 09-02/07 от 08 июля 2021 года. Внесён в Государственный геральдический регистр Российской Федерации под номером 13707.

## Описание герба
Геральдическое описание гласит:

В зелёном поле на пониженном выщербленном лазоревом поясе, снизу окаймленным серебром, — золотая зубчатая мурованная стена, из которой вырастают два выгнутых к краям щита золотых колоса, между которыми — золотое пламенеющее солнце, диск которого просечен кольцом, а лучи загнуты на концах против хода солнца.

Герб, в соответствии с Методическими рекомендациями по разработке и использованию официальных символов муниципальных образований, может воспроизводиться с золотой территориальной короной о пяти заострённых зубцах.

## Обоснование символики

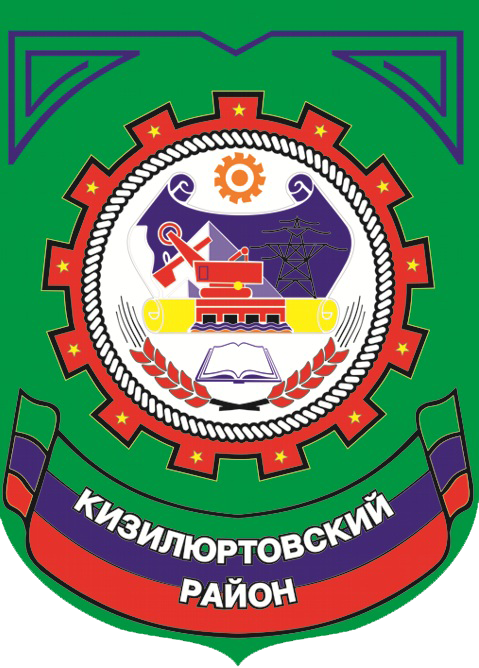
Герб Кизилюртского района до 2021 года

Герб языком аллегорий символизирует исторические, природные, экономические и прочие особенности Кизилюртовского района.
Колосья — символ того, что Кизилюртовский район имеет важное значение в развитии сельского хозяйства Республики Дагестан.
По территории Кизилюртовского района протекает река Сулак, играющая важную роль в жизни района. Кроме того, на реке Сулак в границах района расположен комплекс ГЭС. Каскад гидроэлектростанций и важную роль гидроэнергетики в жизни района на гербе символизирует солнце.
Крепостная зубчатая стена — символ древней истории района, в которую входит в том числе нахождение в прошлом на его территории крупного древнего города Беленджер, который считается одной из первых столиц Хазарии.
Использованные в гербе цвета в геральдике символизируют:
Зеленый цвет — символ плодородия, гор, холмов и лесов, природного изобилия, спокойствия, здоровья и вечного обновления.
Жёлтый цвет символизирует величие, богатство, процветание, справедливость, а также просвещение и мудрость.
Лазоревый (голубой, синий) цвет символизирует водоёмы районы и чистое небо, является олицетворением возвышенных устремлений, искренности и добродетели. Также водные объекты района — озеро Шайтан-Казак, реку Сулак и целебные водные источники, символизирует волнообразный пояс в нижней части герба.
Серебро (белый цвет) — символ чистоты, совершенства, мира и взаимопонимания.

## Автор герба
Автором проекта герба является Юрий Юрьевич Росич, житель Москвы.